# ウォール・ストリート・ヴードゥ
『ウォール・ストリート・ヴードゥ』（Wall Street Voodoo）は、スウェーデンのプログレッシブ・ロック・ミュージシャン、ロイネ・ストルトが2005年に発表したスタジオ・アルバム。

## 解説
『ハイドロフォニア』以来7年ぶりのソロ・アルバムに当たり、音楽的にはストルトのルーツである1960年代 - 1970年代のブルースロックからの影響が反映された。「セックス・キルズ」は、ジョニ・ミッチェルが1994年のアルバム『風のインディゴ』で発表した曲のカヴァー。ドラムスを担当したマーカス・リリクィストは、ストルト率いるザ・フラワー・キングスの新メンバーで、また、元スポックス・ビアードのニール・モーズもゲスト参加した。
John StefanisはGet Ready to Rock!のレビューで5点満点中4点を付け、ジミ・ヘンドリックスやフランク・ザッパからの影響を指摘する一方、収録曲「ダート」に関して「ザ・フラワー・キングスの音楽性ともつながっている」、「ヘッド・アバウヴ・ウォーター」に関して「ゲスト参加したニール・モーズがかつて所属していたスポックス・ビアード風の要素も、少々盛り込まれている」と評している。

## 収録曲
特記なき楽曲はロイネ・ストルト作。

### ディスク1
1. ジ・オブザーヴァー "The Observer" - 11:10
2. ヘッド・アバウヴ・ウォーター "Head Above Water" - 5:27
3. ダート "Dirt" - 8:14
4. エヴリワン・ウォンツ・トゥ・ルール・ザ・ワールド "Everyone Wants to Rule the World" - 4:07
5. スピリット・オヴ・ザ・レベル "Spirit of the Rebel" - 6:10
6. アンフォーギヴン "Unforgiven" - 2:57
7. ドッグ・ウィズ・ア・ミリオン・ボーンズ "Dog with a Million Bones" - 8:17
8. セックス・キルズ "Sex Kills" (Joni Mitchell) - 7:25
9. アウトキャスト "Outcast" - 7:50

### ディスク2
1. ジ・アンウォンテッド "The Unwanted" - 8:57
2. リメンバー "Remember" - 6:57
3. イッツ・オール・アバウト・マネー "It's All About Money" - 7:51
4. エヴリバディ・イズ・トライング・トゥ・セル・ユー・サムシング "Everybody Is Trying to Sell You Something" - 6:55
5. ホットロッド "Hotrod (The Atomic Wrestler)" - 9:02
6. マーシー "Mercy" - 2:40
7. ピープル・ザット・ハヴ・ザ・パワー・トゥ・シェイプ・ザ・フューチャー "People That Have the Power to Shape the Future" - 11:00

## 参加ミュージシャン
- ロイネ・ストルト - ギター、ボーカル、シンセサイザー、パーカッション
- ニール・モーズ - ボーカル(on Disc 1 - #2, #4 / Disc 2 - #2)、ハモンドオルガン・ソロ(on Disc 1 - #2)、バッキング・ボーカル(on Disc 1 - #1, #2, #4 / Disc 2 - #2, #3)
- スリム・ポットヘッド - ピアノ、エレクトリックピアノ、ハモンドオルガン、メロトロン、クラビネット、シンセサイザー
- ヴィクター・ウーフ - エレクトリックベース
- マーカス・リリクィスト - ドラムス
- ゴンゾ・ゲフィン - パーカッション、シーケンサー、ループ
- ハッセ・ブルニウソン - パーカッション(on Disc 1 - #4, #7 / Disc 2 - #5)
- グランドマザー・ストリングス - ヴァイオリン、ヴィオラ(on Disc 2 - #3)
- ジ・オイル・ダラー・ホーンズ - トロンボーン、フレンチホルン(on Disc 2 - #3)